# Bolognaprocessen

Deltagarländerna i Bolognaprocessen

Bolognaprocessen är ett samarbete mellan 47 europeiska länder om utbildning på högskolenivå. Samarbetet syftar till att främja rörlighet, anställningsbarhet och Europas konkurrenskraft som utbildningsområde. Ett mål var att 2010 ha skapat ett gemensamt europeiskt område för högre utbildning (EHEA), där akademiska examina och utbildningskvalitet blir jämförbara på ett tydligare sätt än tidigare. Sex viktiga möten har genomförts: Bologna 1999, Prag 2001, Berlin 2003, Bergen 2005, London 2007 och Leuven 2009. 

## Ramverk
En av de allra viktigaste delarna av Bolognaprocessen är den överenskommelse som gjorts om att dela upp högre utbildning i så kallade cykler. Bolognadeklarationen talade 1999 om undergraduate och graduate. Den första cykeln skall ta minst tre år, och ge tillgång till den andra cykeln. Examen efter den första cykeln skulle också vara relevant som kvalifikation för arbetsmarknaden. Den andra cykeln skall leda till magister- eller doktorsexamen. I Sverige heter den första cykeln grundnivå och den andra avancerad nivå. 
Därefter har Bolognaprocessen även utvecklat en modell med en tredje cykel för forskarutbildningsnivån, som i flertalet länder skall omfatta tre år, men i Sverige fyra år.
I Bergendeklarationen (2005) antog ministrarna en definition av de första två cyklerna i termer av specificerade lärandemål (learning outcomes) och ECTS-poäng. Den första cykeln ska vanligen kräva 180 till 240 ECTS-poäng, alltså nominellt tre till fyra års studier. För den andra cykeln krävs vanligen 90 till 120 ECTS-poäng, varav minst 60 poäng (ett år) på den andra cykelns nivå. Doktorsnivå är inte specificerad i poäng.

## Bolognaprocessen i Sverige
I Sverige infördes en ny utbildnings- och examensstruktur i enlighet med Bolognaprocessen i juli 2007 i samband med den så kallade högskolereformen 2007, då den nya högskoleförordningen trädde i kraft. 
Den 1 juli 2007 infördes också ett nytt poängsystem som i hög grad överensstämmer med poängsystemet inom ECTS. En heltidsstudent läser 60 högskolepoäng per år, det vill säga 60 ECTS, istället för 40 poäng i det gamla systemet; det gamla antalet poäng multipliceras alltså med 1,5. 
I Sverige kallas första cykeln grundnivå, andra cykeln avancerad nivå, och tredje cykeln forskarnivå. 
Följande generella examina finns i Sverige sedan 2007:
- På grundnivå: Högskoleexamen och kandidatexamen, som omfattar två respektive tre års heltidsstudier.
- På avancerad nivå: Magisterexamen ett år, samt en ny tvåårig examen kallad masterexamen.
- På forskarnivå: Licentiatexamen efter motsvarande två års heltidsstudier, och doktorsexamen efter fyra år.

| Cykel          | År | Svensk examen   |
| -------------- | -- | --------------- |
|                | 9  | Doktorsexamen   |
| Forskarnivå    | 8  | Doktorsexamen   |
| Forskarnivå    | 7  | Licentiatexamen |
| Forskarnivå    | 6  | Licentiatexamen |
| Avancerad nivå | 5  | Masterexamen    |
| Avancerad nivå | 4  | Magisterexamen  |
| Grundnivå      | 3  | Kandidatexamen  |
| Grundnivå      | 2  | Högskoleexamen  |
| Grundnivå      | 1  | Högskoleexamen  |

Vid sidan av de generella examina finns även drygt 40 yrkesexamina. 
Flera examina förlängdes: civilingenjörs-, arkitekt- och sjukhusfysikerexamen förlängdes med en termin till att totalt omfatta fem års studier. 
Dessutom inrättades civilekonomexamen som en fyraårig yrkesexamen, och juris kandidatexamen bytte namn till juristexamen. Dessa yrkesexamina erhålles vanligen efter utbildningsprogram som innefattar studier både på grundnivå och avancerad nivå. Yrkesexamina etappindelas dock inte formellt. Det finns inga krav för studenten att ta ut en examen på grundnivå innan studier på avancerad nivå påbörjas, men det kan vara möjligt att erhålla en kandidat- eller högskoleingenjörsexamen efter tre års studier på dessa utbildningsprogram.
En ny examenskategori infördes som benämns konstnärliga examina. Följande konstnärliga examina finns i Sverige:
- Konstnärlig högskoleexamen
- Konstnärlig kandidatexamen
- Konstnärlig magisterexamen
- Konstnärlig masterexamen
- Konstnärlig licentiatexamen
- Konstnärlig doktorsexamen

Vissa tidigare yrkesexamina ersätts av ovanstående generella examina.
Studenter som tidigare har antagits till utbildningsprogram som ger en gammal examen, men inte hade avslutat utbildningen före den 1 juli 2007, kunde ändå ta ut den gamla examen fram till 2015.
Kursinnehåll som ingår i en utbildning ska uppfylla dels de lärandemål (eng. learning outcomes) som specificeras i högskoleförordningen för den aktuella examen, dels de eventuella lärandemål som lärosätet har specificerat för respektive examen, ämnesområde och inriktning. Lärosätet måste enligt högskoleförordningen upprätta en kursplan med konkreta och mätbara lärandemål för vad studenten ska kunna vid godkänd kurs, och en examensförordning med lärandemål för vad studenten ska kunna vid erhållen examen.